# Райан Франсиско
Райан Франсиско Родригес дос Сантос Силва (порт.-браз. Ryan Francisco Rodrigues dos Santos Silva; родился 21 ноября 2006, Сан-Паулу, Бразилия) — бразильский футболист, нападающий клуба «Сан-Паулу».

## Клубная карьера
Воспитанник команд «Коринтианс», «Насьонал», «Палмейрас» и «СКА», в 2022 году Райан Франсиско присоединился к академии «Сан-Паулу». В октябре 2024 года подписал контракт с клубом до 2028 года. 8 декабря 2024 года дебютировал за основную команду «Сан-Паулу», выйдя на замену в матче Серии A против «Ботафого».

## Карьера в сборной
Выступал за сборную Бразилии до 17 лет.